# Deir el-Medina

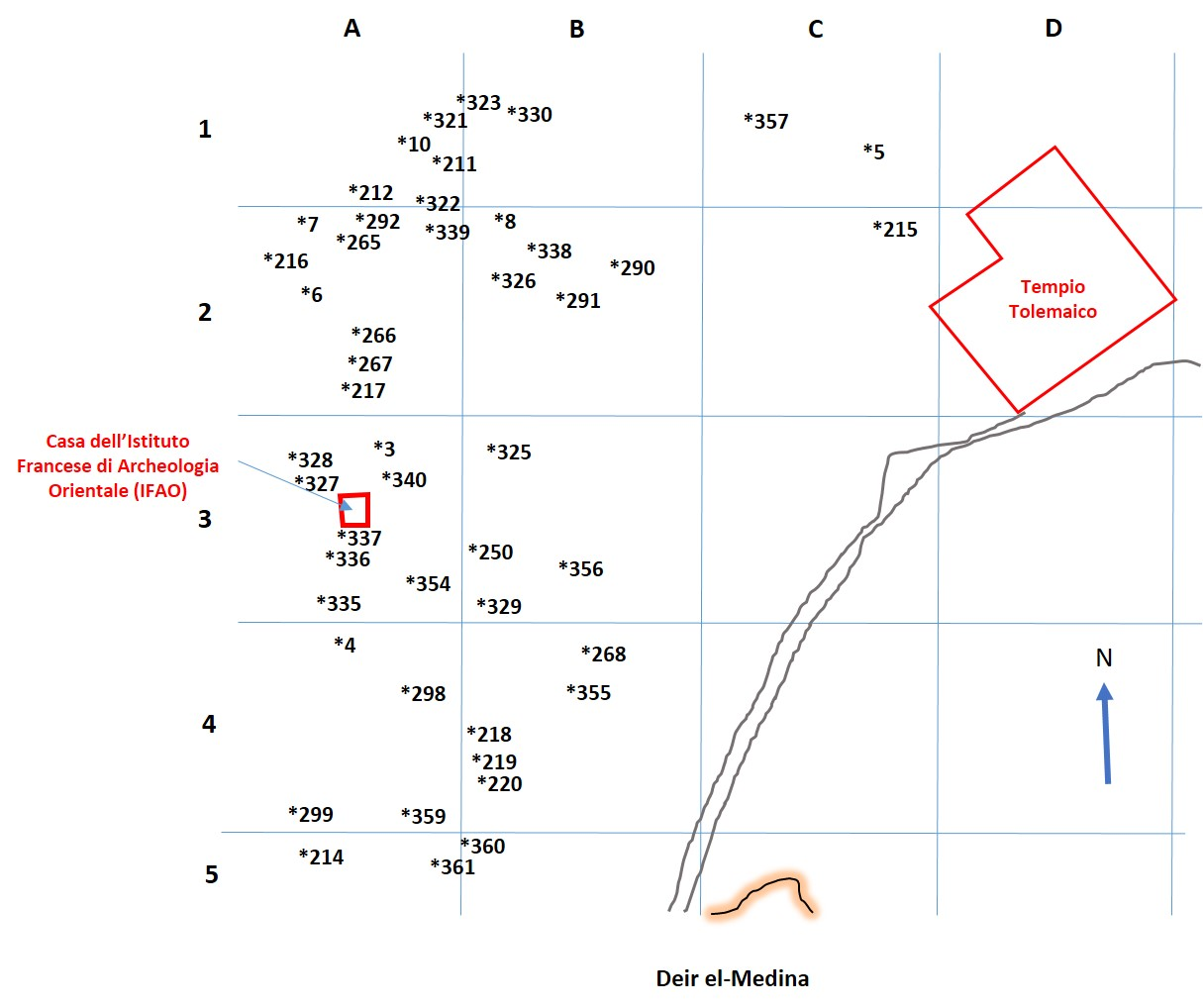
Planimetria schematica dell'area di Deir el-Medina con l'indicazione delle Tombe dei Nobili presenti

Il villaggio di Deir-el-Medina, in Egitto nei pressi dell'odierna Luxor, il cui nome in egizio era Pa demi ossia "la cittadina", costituisce uno dei tre esempi noti di villaggio operaio (gli altri sono quello di Tell el-Amarna, l'antica Akhetaton, e di Kahun, nei pressi di el-Lashur) che ospitavano gli artigiani e, in genere, le maestranze preposte alla realizzazione e manutenzione delle tombe degli antichi Re della XVIII, XIX, e XX Dinastia. Si tratta, in questo caso, delle tombe della Valle dei Re.

## Storia
Con l'unificazione delle Due Terre sotto i principi tebani, dopo la parentesi del Secondo Periodo Intermedio, i re della XVIII dinastia, originari dell'area tebana, decisero di individuare l'area in cui prevedere le proprie sepolture in uno wadi; quello che sarebbe poi divenuto la Valle dei Re. Tra il 1525 e il 1504 a.C. il re Amenhotep I istituì perciò un gruppo di artigiani specializzati che il successore, Thutmosi I decise di concentrare in un villaggio creato alla bisogna, Pa demi, in un'area desertica sita nei pressi della zona destinata ad accogliere le tombe reali, a metà strada tra quelle che sarebbero poi divenute la Valle dei Re e la Valle delle Regine.
Nonostante l'esistenza del villaggio di Deir el-Medina sia attestata fin dalla XI Dinastia, può dirsi, di fatto, che esso cominci a prosperare agli inizi della XVIII Dinastia con la prima sepoltura nella Valle dei re (che, secondo la tradizione, sarebbe quella di Thutmosi I o, secondo altri, di quella di Amenofi I). A favore della prima ipotesi, vengono indicati i cartigli di questo re impressi sui muri del nucleo più antico del villaggio mentre, per la seconda ipotesi, si fa riferimento alle numerose immagini di Amenofi e di sua madre, la Regina Ahmose Nefertari, rinvenute in alcune abitazioni ed evidentemente oggetto di culto.

## Scoperta archeologica

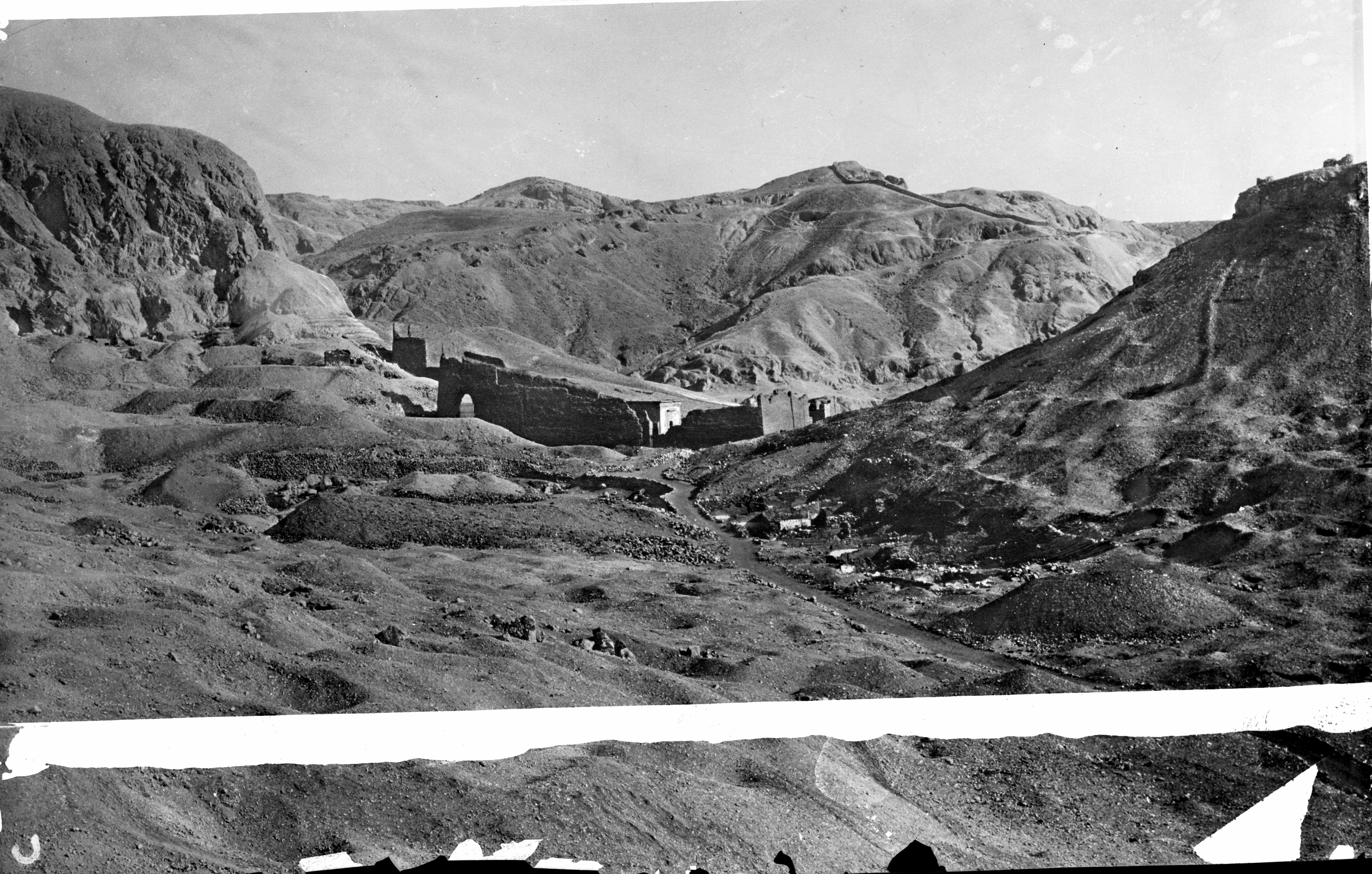
Settore sud-ovest degli scavi prima dell’inizio delle ricerche. Veduta del fondovalle dove si troverà il villaggio operaio di Pa Demi (il villaggio). Scavi Schiaparelli, 1906-1909.

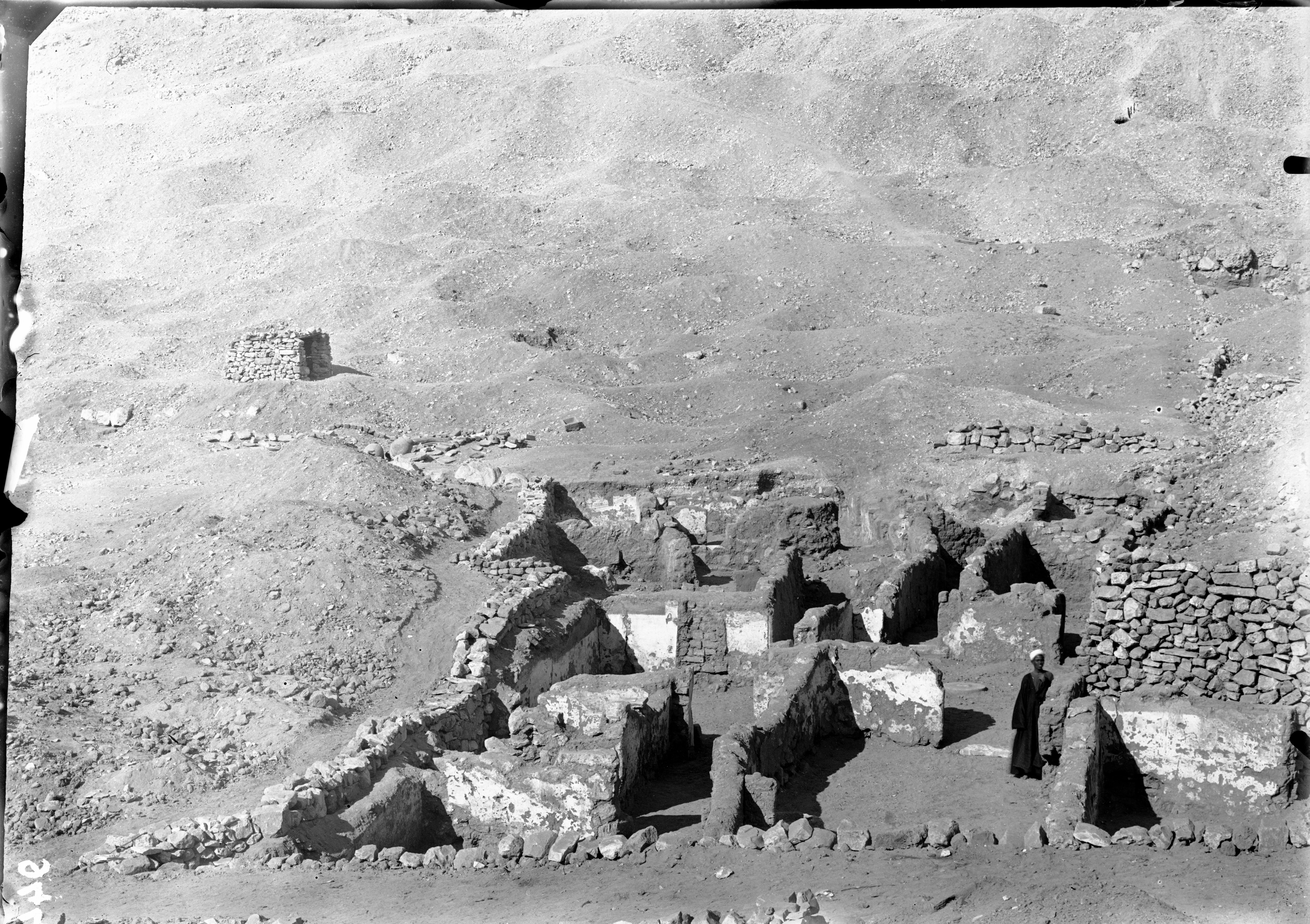
Scavi di Ernesto Schiaparelli sul lato sinistro del tempio di Deir el-Medina, tra i resti di alcune case costruite all'interno del muro di cinta del villaggio (casa X e IX – N-W), 1906-1909.

La scoperta del villaggio di Deir el-Medina e i primi scavi, dal 1905 al 1909, si devono all'italiano Ernesto Schiaparelli, mentre le definitive operazioni di scavo furono, dal 1922 al 1951, a cura di spedizioni francesi sotto la direzione di Bernard Bruyère assistito dall'egittologo cecoslovacco Jaroslav Černý.

## Struttura urbanistica

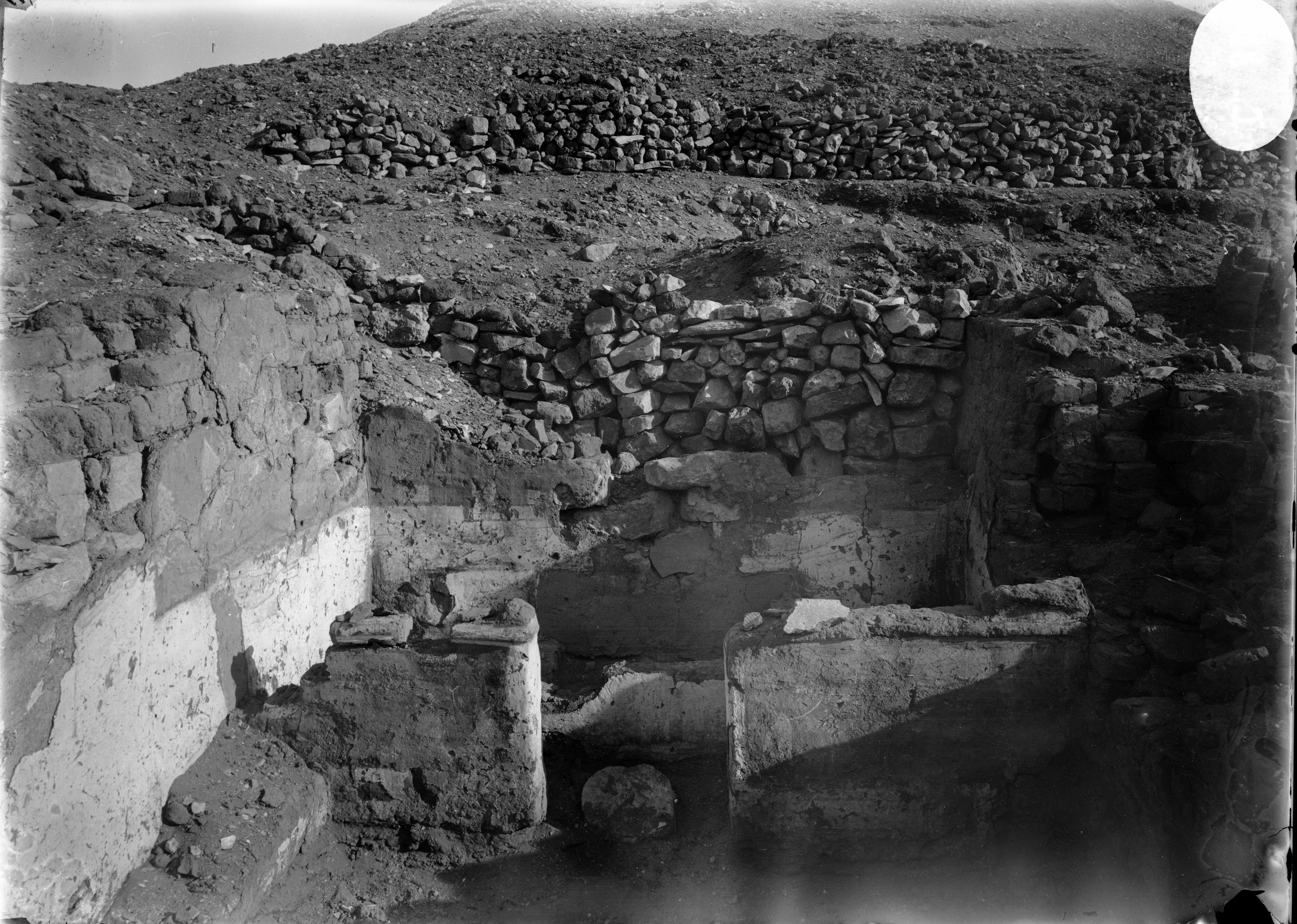
Cappella della festa di Opet a Deir el-Medina, scavi Schiaparelli, 1905-1909.

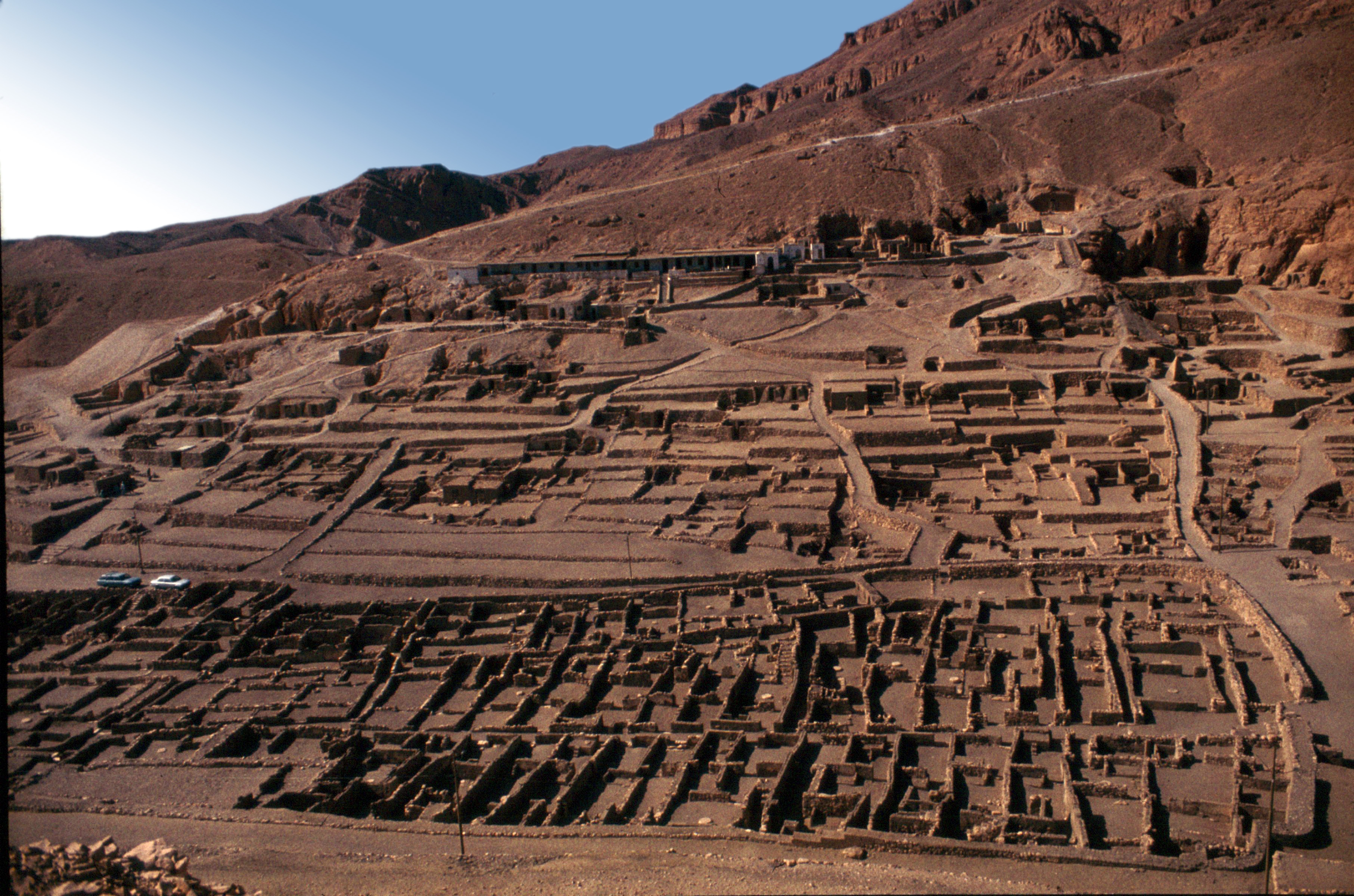
Veduta dei resti del villaggio nel 1982

È possibile confrintare la struttura urbanistica del villaggio di Deir el-Medina con quelle di villaggi operai analoghi come el-Kahum e Amarna.
In tutti e tre i casi si assiste, nonostante i salti temporali tra una struttura e l'altra (ci sono, ad esempio, quasi mille anni tra il villaggio di Kahum della XII dinastia, e quello di Deir el-Medina al suo crepuscolo con la XX dinastia), alla fioritura di villaggi con caratteristiche pressoché similari su cui spiccano, a colpo d'occhio, il concetto di egualitarismo che permea tutte le costruzioni, unito ad un concetto di "modularità" che si potrebbe definire straordinariamente moderno.
Guardando le piante dei tre siti si nota che le abitazioni sono distribuite in maniera più ordinata ad Amarna (forse perché appositamente costruiti con concezioni architettoniche precise, non fuorviate, nel corso dei secoli, da sovrapposizioni stilistiche data la breve vita del centro stesso), più suddivisa in quartieri ad el-Kahum (che costituisce, peraltro, il più grande degli insediamenti), più "disordinata", infine, a Deir el-Medina che è, però, il risultato del sovrapporsi di oltre 500 anni di nuove abitazioni, di ristrutturazioni di quelle più vecchie, di ampliamenti areali per giungere dalle iniziali 60 abitazioni circa, alle finali 120.
Originariamente il villaggio, sempre circondato da un muro nelle varie fasi della sua esistenza, presentava 60 complessi abitativi successivamente incrementati sino ad ospitare circa 120 nuclei familiari per un complesso, stimato, di 500 abitanti; pur essendo attestata una frequentazione costante del sito sino alla XX dinastia, esiste tuttavia un periodo "vuoto" che corrisponde a quello dell'eresia amarniana, verosimilmente per il trasferimento delle maestranze ad Akhetaton. Per quanto non attestato archeologicamente, non può escludersi, perciò, che abitanti di Deir el-Medina abbiano vissuto anche ad Amarna. Il villaggio riprenderà vita ed attività sotto il successore di Ay, e di Tutankhamon, Horemheb.
Deir el-Medina presenta, in pianta, forma allungata che ricorda quella di una nave (m. 130 x 50 circa); una strada principale l'attraversa tutta separando le abitazioni in due grossi quartieri che, proprio per il richiamo alla forma di nave cui si è sopra detto, erano denominati "quartiere di dritta", ad est, e "di sinistra", ad ovest. Ed ancora, proprio come su una nave, le maestranze erano suddivise in "squadre di tribordo" e "di babordo", composte da circa 60 unità ognuna capeggiate da un "architetto" caposquadra.

## Dislocazione e vita quotidiana
Il Villaggio si trovava a relativa breve distanza dal Nilo e non è servito da acqua; ciò lascia supporre che l'approvvigionamento idrico avvenisse a mezzo carovane di animali da soma.
Le maestranze, suddivise in squadre da 60 unità ciascuna (con termine marinaro chiamate "iswt"), raggiungevano il luogo di lavoro percorrendo un sentiero (ancora oggi esistente e percorribile) che passa alla sommità delle alture che delimitano la Valle dei re e su cui sono ancora visibili i luoghi di sosta ove, peraltro, erano posizionate anche le sentinelle che garantivano la sicurezza delle tombe.
Le squadre prestavano servizio per una "settimana" di dieci giorni cui, ritornati a Deir el-Medina, seguiva un "fine settimana" di due giorni.
Doveva trattarsi di una comunità abbastanza cosmopolita tanto che, su una popolazione maschile lavorativa di circa 100 unità, sono stati riscontrati 30 nomi palesemente stranieri e ben 16 fra templi e cappelle dedicate a divinità locali, come Mertseger, ma anche non appartenenti al pantheon egizio.

### Condizione della donna a Deir el-Medina
Considerato che gli uomini erano costantemente lontani dal villaggio per gran parte dell'anno, Deir el-Medina doveva essere una comunità principalmente femminile. Il livello d'istruzione di tale comunità era relativamente elevato: di certo si doveva prevedere, oltre ai normali lavori domestici, il mantenimento del villaggio nel suo insieme anche dal punto logistico e di approvvigionamento, cui era intimamente collegato il discorso economico.
Sono note, inoltre, le professioni di alcune di tali donne che spaziano dalle "cantatrici" alle "sacerdotesse" dedicate a vari culti, e doveva essere alta anche l'alfabetizzazione riscontrabile dai molteplici "ostraka" rinvenuti ed identificabili come messaggi inviati ai mariti lavoratori alla Valle dei re. Anche il livello di emancipazione doveva essere garantito se Naunakhe, vedova dello scriba Kenhekhepeshef, poteva disporre dei beni del marito per la distribuzione ai suoi figli di quanto di spettanza.

## Necropoli degli operai

schema di una sepoltura del Villaggio Operaio di Deir el-Medina: a. Pilone; b. Cortile; c. Pozzo; d. Ipogeo che ospita la/e mummia/e; e. Cappella; f. Piramide "eliopolitana"; g. Finestra "abbaino", deputata al passaggio e al riposo del Ba.

Trattandosi in gran parte di maestranze edili e di artisti, si assiste alla nascita di una necropoli operaia in cui le sepolture nulla hanno da invidiare alle tombe nobiliari.
Originariamente, non esiste un piano di insieme prestabilito, e solo con la XIX dinastia le tombe di famiglia si concentreranno sul lato nord-occidentale.
Si tratta di tombe ad architettura cosiddetta "composita" in cui la sovrastruttura è costituita da una piccola piramide (da cui il nome di tomba a piramide) costruita in materiale povero e deperibile (il che dimostra il processo di democratizzazione iniziato con la trascrizione, su papiro, del "Libro dei morti") e da un ipogeo con vano sotterraneo coperto da una volta a mattoni. I rilievi e le opere pittoriche sono spesso di altissima qualità e, caso raro in Egitto, si assiste all'impiego di pittura "a fresco" su "pisé" (argilla mista a fango su cui viene applicato l'intonaco che serve da base per la pittura).

## Tombe della necropoli
La necropoli ospita 53 tombe specialmente della XVIII, XIX e XX dinastia e in special modo dedicate a capisquadra e operai del villaggio che realizzavano le sepolture, specie reali, e che delle tombe curavano la manutenzione. Anche se non strettamente rientranti nella categoria dei "nobili", si è soliti tuttavia comprendere anche la necropoli operaia nella più ampia localizzazione e denominazione di Tombe dei Nobili della Necropoli tebana: 
- TT1 - Sennedjem, Servitore della sede della verità (artigiano reale)
- TT2 - Khabekhnet, Servitore della sede della verità (artigiano reale)
- TT3 - Pashedu, Servitore della sede della verità (artigiano reale)
- TT4 - Qen, Scriba di Amon (artigiano reale)
- TT5 - Neferaabet, Servitore della sede della verità (artigiano reale)
- TT6 - Neferhotep e suo figlio Nebnefer - Rispettivamente Capo degli operai e operaio nella sede della Verità (artigiani reali)
- TT7 - Ramose, Scriba nella sede della Verità
- TT8 - Kha e Merit (marito e moglie), Architetto e Capo della Grande Casa
- TT9 - Amenmose, Servitore della sede della verità (artigiano reale)
- TT10 - Penbuy, Servitore della sede della verità (artigiano reale)
- TT210 - Rawaben, Servitore della sede della verità
- TT211 - Paneb, Servitore del faraone nella sede della verità
- TT212 - Ramose, Scriba della sede della verità
- TT213 - Penamun, Servitore del faraone nella sede della verità
- TT214 - Khawi, Custode nella sede della verità; Servitore di Amon in Luxor
- TT215 - Amenemopet, Scriba reale della sede della verità
- TT216 - Neferhotep, Caposquadra nella sede della verità
- TT217 - Ipuy, Scriba
- TT218 - Amenakhte e Iymway - Servi nella sede della verità
- TT219 - Nebenmaat, Servitore della sede della verità
- TT220 - Khaemteri, Servitore della sede della verità
- TT250 - Ramose, Scriba nella sede della verità
- TT265 - Amenemopèet, Scriba del re nella sede della Verità
- TT266 - Amenakhte - Capo degli operai del Signore delle Due Terre nella sede della Verità ad occidente di Tebe
- TT267 - Hay - Responsabile dei lavoratori nella sede della Verità; Creatore delle immagini di tutti gli dei nella casa dell'oro
- TT268 - Nebnakhte, Servitore della sede della verità
- TT290 - Irinufer, Servitore della sede della verità

- TT291 - Nakhtmin e Nu, Servitore della sede della verità; Servitore nella Grande sede
- TT292 - Pashedu, Servitore della sede della verità
- TT298 - Baki Wennefer, Caposquadra nella sede della Verità; Servitore del faraone nella sede della Verità
- TT299 - Inerkhau, Caposquadra nella sede della Verità
- TT321 - Khaemopet, Servitore della sede della verità
- TT322 - Penshenabu, Servitore della sede della verità
- TT323 - Pashedu - Disegnatore nella sede della Verità e nel tempio di Sokar
- TT325 - Smen -
- TT326 - Pashedu, Caposquadra
- TT327 - Turobay, Servitore della sede della verità
- TT328 - Hay, Servitore della sede della verità
- TT329 - Mose, Mose e Ipy, Tomba di famiglia di servi nella sede della Verità
- TT330 - Karo, Servitore della sede della verità
- TT335 - Nakhtamun, Servitore della sede della verità
- TT336 - Neferronpet, Servitore della sede della verità
- TT337 - Eskhons o Ken, Scultore nella sede della Verità
- TT338 - May, Disegnatore di Amon
- TT339 - Huy o Pashedu, Scalpellino della necropoli; Servitore della sede della verità
- TT340 - Amenemhat, Servitore
- TT354 - sconosciuto - -
- TT355 - Amenpahapy, Servitore della sede della verità
- TT356 - Amenemwia, Servitore della sede della verità
- TT357 - Tutihermaktuf, Servitore della sede della verità
- TT359 - Inherkhau, Caposquadra nella sede della Verità
- TT360 - Qeh, Caposquadra nella sede della Verità
- TT361 - Huy, Carpentiere nella sede della Verità